# Tiêu Yến
Tiêu Yến sinh ra tại tỉnh Quý Châu vào ngày 6 tháng 3 năm 1997, là một nữ diễn viên điện ảnh và truyền hình ở Trung Quốc Đại lục và tốt nghiệp Học viện Hàng không Dân dụng Trung Quốc

## Sự Nghiệp
Năm 2015, Tiêu Yến tham gia bộ phim hài nhẹ nhàng Bà nội trợ hành động chính thức bước vào con đường nghệ thuật   . Vào ngày 26 tháng 10 năm 2016, bộ phim hài học đường Công chúa và 49 chàng vệ sĩ được ra mắt, với vai nữ chính Tô Sấm trong phim. Năm 2017, cô vào vai Đường Thuần trong bộ phim võ hiệp cổ trang "Phiêu hương kiếm vũ" chuyển thể từ tiểu thuyết cùng tên của Cổ Long
Vào ngày 14 tháng 6 năm 2017, bộ phim chiếu mạng chủ đề đô thị Đại sư tìm người đã được phát sóng trên IQIYI , đóng vai Tiểu Ngư; vào ngày 19 tháng 12, bộ phim truyền hình mạng dành cho giới trẻ Nhiên huyết nữ thần ra mắt trên YOUKU, trong bộ phim, Tiêu Yến đóng vai cô gái đáng yêu và bướng bỉnh tên là Vương Tiểu Như ( Khoai Tây Muội ).
Ngày 8 tháng 2 năm 2018, bộ phim truyền hình võ hiệp cổ trang "Phiêu hương kiếm vũ" chuyển thể từ tiểu thuyết cùng tên của Cổ Long đã được phát sóng trên iQIYI , cô vào vai Đường Thuần.
Vào ngày 28 tháng 1 năm 2019, bộ phim cổ trang "Chiêu Diêu" được chuyển thể từ tiểu thuyết cùng tên của Cửu Lộ Phi Hương đã được phát sóng trên  đài truyền hình vệ tinh Hồ Nam cô vào vai Cầm Chỉ Yên, một cô gái bị bắt và bị nhân vật nữ chính Chiêu Diêu mượn thân xác. Vào ngày 3 tháng 4, bộ phim thần thoại cổ trang "Tân Bạch Nương Tử Truyền Kỳ" dựa trên một trong bốn truyền thuyết về tình yêu dân gian chính của Trung Quốc "Truyền thuyết về Bạch Xà " và phiên bản phim truyền hình cùng tên của Triệu Nhã Chi đã được phát sóng trên iQiyi.Những cảnh quay của Tiêu Yến đã thu hút sự chú ý của khán giả. Ngày 27 tháng 5, cô tham gia bộ phim truyền hình phiêu lưu giả tưởng "Tước Tích-Lâm giới thiên hạ", được chuyển thể từ tiểu thuyết cùng tên của Quách Kính Minh . Vào ngày 6 tháng 12, cô đã giành được Giải thưởng Nghệ sĩ Sân khấu Hàng năm tại iQIYI Scream Night  .   
Vào ngày 24 tháng 3 năm 2020, bộ phim truyền hình trinh thám "Dân Quốc kỳ thám" do cô đóng vai chính được phát sóng trên iQIYI, cô trong vai Bạch Ấu Ninh là một nữ phóng viên có tinh thần công lý  . Vào ngày 5 tháng 6, bộ phim truyền hình Tiểu Nương Nhạ do cô đóng chính (được remake từ bộ phim truyền hình nổi tiếng  "Chuyện tình cô bé lọ lem" năm 2008) đã được phát sóng trên kênh truyền hình cctv8, trong phim Tiêu Yến đóng 2 vai Cúc Hương và Nguyệt Nương, diễn giải quá trình đấu tranh giành lại sự tự do và vượt qua số phận của nhân vật nữ chính; Tiêu Yến đã chiến thắng Giải thưởng nữ diễn viên mới hàng năm tại lễ trao giải Quốc Kịch Thịnh Điển với bộ phim "Tiểu Nương Nhạ" . Vào ngày 8 tháng 8, cô đóng vai chính trong bộ phim tình cảm siêu thực “ Làm ơn đi! 8 giờ thôi ”  . Vào ngày 9 tháng 9, bộ phim tình cảm cổ trang "Ba lần xuất giá chọc quân tâm" do cô thủ vai chính đã được phát sóng trên iQIYI. Tiêu Yến trong vai nữ chính Cư Mộc Nhi . Vào ngày 17 tháng 9,cô tham gia bộ phim truyền hình chống dịch "Người ngược dòng đẹp nhất " đã được phát sóng trên kênh CCTV  . Vào ngày 27 tháng 9, bộ phim truyền hình tình yêu đô thị "Nửa đường mật, nửa đau thương" được phát sóng trên iQIYI. Trong bộ phim, cô đóng vai Từ Lê một cô gái vui tươi và dễ thương, dám yêu dám hận . Vào ngày 4 tháng 12, cô đã giành được Giải thưởng Nữ diễn viên đột phá của năm tại iQIYI Scream Night . Sau đó, cô đóng vai chính trong bộ phim tình cảm cổ trang "Mạch Thượng Nhân Như Ngọc ", và đóng vai Tống Trúc, con gái thứ ba của gia đình họ Tống.           
Vào ngày 10 tháng 11 năm 2021,cô tham gia vào chương trình khám phá nhân văn văn hóa toàn cảnh "Đến đi!Lạc Dương" của iQIYI ; Vào ngày 19 tháng 11, cô tham gia bộ phim sử thi "Nam Dương Nữ Nhi Tình"  .Bộ phim nằm trong hệ liệt " Nam Dương Tam Bộ Khúc " do Quách Tĩnh Vũ làm giám chế.

## Danh sách phim

### Phim truyền hình
| Năm  | Tên phim                               | Tên tiếng Trung | Vai diễn               | Bạn diễn                       | Ghi chú   | Nền tảng                                        |
| 2016 | Bà nội trợ hành động                   | 煮妇神探        | Điền thê tử            | Lý Tiểu Lộ, Giả Nãi Lượng      | Vai phụ   | Chiết Giang TV,iQIYI, Tencent Video, Sohu, PPTV |
| 2016 | Tôi không phải yêu quái                | 我不是妖怪      | Đổng Tiểu Lục          | Trương Vũ Kiếm, Lưu Đông Thấm  | Vai phụ   | IQIYI                                           |
| 2017 | Đại sư tìm người                       | 寻人大师        | Tiểu Tư                | Hà Hoa, Hồ Vân Hào             | Vai phụ   | IQIYI                                           |
| 2017 | Nhiên huyết nữ thần                    | 燃血女神        | Vương Tiểu Như         | Lưu Dịch Sướng                 | Vai phụ   | YOUKU                                           |
| 2018 | Phiêu hương kiếm vũ                    | 飘香剑雨        | Đường Thuần            | Cao Nghiễm Trạch, Ngô Ưu       | Vai phụ   | IQIYI                                           |
| 2019 | Chiêu Diêu                             | 招摇            | Cầm Chỉ Yên            | Bạch Lộc, Hứa Khải             | Vai phụ   | Hồ Nam TV, IQIYI                                |
| 2019 | Tân Bạch nương tử truyền kỳ            | 新白娘子传奇    | Tiểu Thanh             | Cúc Tịnh Y, Vu Mông Lung       | Vai phụ   | IQIYI                                           |
| 2020 | Dân quốc kỳ thám                       | 民国奇探        | Bạch Ấu Ninh           | Hồ Nhất Thiên, Trương Vân Long | Vai chính | IQIYI                                           |
| 2020 | Tiểu Nương Nhạ                         | 小娘惹          | Cúc Hương/Nguyệt Nương | Đới Hướng Vũ                   | Vai chính | CCTV8, IQIYI                                    |
| 2020 | Ba lần xuất giá chọc quân tâm          | 三嫁惹君心      | Cư Mộc Nhi             | Hình Chiêu Lâm                 | Vai chính | IQIYI                                           |
| 2020 | Nửa là đường mật, nửa là đau thương    | 半是蜜糖半是伤  | Từ Lê                  | La Vân Hy, Bạch Lộc            | Vai phụ   | IQIYI                                           |
| 2020 | Người ngược chiều đẹp nhất-Cùng thuyền | 最美逆行者      | Hạ Phức                | Hàn Tuyết, Đồ Tùng Nham        | Vai phụ   | CCTV1                                           |
| 2022 | Làm ơn! 8 tiếng thôi                   | 拜托了！8小时   | Bạch Vi                | Đồng Mộng Thực                 | Vai Chính | IQIYI                                           |
| 2023 | Nam Dương Nữ Nhi Tình                  | 南洋女儿情      | Âu Dương Thiên Tình    | Đới Hướng Vũ                   | Vai chính | IQIYI, CCTV8                                    |
| 2023 | Mạch Thượng Nhân Như Ngọc              | 陌上人如玉      | Tống Trúc              | Trạch Tử Lộ                    | Vai chính | IQIYI                                           |
| 2024 | Trường Lạc Khúc                        |                 | Lục Thuỳ Thuỳ          |                                | Vai phụ   | Mango TV, Hồ Nam                                |

### Phim Điện Ảnh
| Năm  | Tên Phim                    | Tên Tiếng Trung    | Vai    | Ghi Chú   | Nền tảng      |
| 2016 | Công chúa và 49 chàng vệ sĩ | 公主和她的49个男仆 | Tô Sấm | Vai chính | Tencent video |
| 2019 | Tước Tích-Lâm giới thiên hạ | 爵迹·临界天下      | U Hoa  | Vai phụ   | Chiếu rạp     |

## Âm Nhạc

### Nhạc Phim
| Năm        | Tên bài hát | Tên tiếng trung | Giới thiệu bài hát                            |
| 08/02/2018 | Nhìn Nhau   | 相望            | Đoạn kết của web drama “ The Lost Swordship ” |

## Hoạt động xã hội
Vào ngày 26 tháng 3 năm 2017, Tiêu Yến đã tham gia cuộc thi Marathon với chủ đề “Sắc đẹp không thể rời mắt, chạy ngang qua biển hoa và mây trời” với tư cách là một trong mười thành viên của “Sắc xuân Nhóm Hoa ”  .
Vào năm 2020,cô tham gia hoạt động phổ biến chủ đề kép trên Weibo "Star Power Health Education Aid Action". Hoạt động này nhằm phổ biến kiến thức sức khỏe, giáo dục sức khỏe, giúp đỡ công tác bảo vệ sức khỏe của các trường học nông thôn để gây quỹ và xây dựng trẻ em nông thôn trở lại trường học trong thời gian có dịch bệnh Đóng vai trò tuyến đầu bảo vệ sức khỏe

## Đề cử và Giải thưởng
| Thời gian chiến thắng | Tên Giải thưởng        | Hạng mục                      | Tác phẩm                                                      | Kết Quả   |
| 6/12/2019             | Đêm hội gào thét iQiyi | Nữ Diễn Viên Tiềm Lực Của Năm | Tân Bạch nương tử truyền kì                                   | Đoạt giải |
| 7/12/2020             | Đêm hội gào thét iQiyi | Nữ diễn viên đột phá của năm  | Dân quốc kỳ thám,Tiểu Nương Nhạ,Ba lần xuất giá chọc quân tâm | Đoạt giải |
| 12/12/2020            | Quốc kịch thịnh điển   | Nữ diễn viên mới của năm      | Tiểu Nương Nhạ                                                | Đoạt giải |